# Chocó
Pour les articles homonymes, voir Choco.
Chocó est un des 32 départements de la Colombie, localisé dans le nord-ouest du pays. Il est le seul département qui possède des côtes sur les deux océans, Atlantique et Pacifique. Il est également le seul département limitrophe du Panamá. C’est une des régions les plus arrosées de la planète.

## Histoire

### Période précolombienne
Avant l'arrivée des Espagnols, la région était habitée par les Kunas autour du golfe d'Urabá et dans le bassin inférieur du río Atrato, par les Wounaans sur le cours du río San Juan et les Emberás dans le bassin supérieur de l'Atrato et la serranía del Baudó.

### Période coloniale
En 1501, Rodrigo de Bastidas explore la région. En 1510, Martín Fernández de Enciso fonde la première ville européenne sur le continent américain, Santa María la Antigua del Darién, au nord de l'actuel département, qui sera abandonnée en 1525.
Le 25 septembre 1513, les Européens découvrent l'océan Pacifique. Commence alors l'importation massive d'esclaves en provenance d'Afrique afin d'exploiter les ressources naturelles que recèle la région.
Les premières tentatives d'indépendance dans le territoire de ce qui est alors la province du Chocó ont lieu le 2 février 1813.

### XIXeetXXesiècles
Après l'indépendance de la Nouvelle-Grenade, le Chocó devient une province de la Grande Colombie. Elle fait partie du département de Cauca. Lors de la dissolution de la Grande Colombie, en 1831, la province survit au sein de la République de Nouvelle-Grenade.
Le 11 juin 1857, le Congrès crée l'État fédéral de Cauca, dont la province du Chocó fait partie. Cet État est l'un des États qui composent la Confédération grenadine, État fédéral officiellement créé l'année suivante. 1863 voit les États fédéraux devenir États souverains, au sein des États-Unis de Colombie.
En 1886, une nouvelle constitution bouleverse l'organisation du pays dans un sens plus centraliste. Les États sont abolis et remplacés par 26 départements. Le Chocó fait alors partie du département de Cauca, qui reprend alors les limites de l’État souverain du même nom.
En 1906 est créée l'Intendencia del Chocó, entité indépendante du Cauca. Celle-ci acquiert le statut de département en 1947, avec Quibdó comme capitale.

La province du Chocó en 1810.
La province du Chocó en 1855.
L'État souverain de Cauca en 1863.
Le département du Chocó depuis 1967.

### Histoire moderne
En juin 2017, le gouvernement colombien demande à l'Institut géographique Agustín Codazzi (officiellement chargé de la cartographie du pays) de suspendre la publication de sa nouvelle carte du département de Chocó car elle contient les villes de Belén de Bajirá, Nuevo Oriente, Macondo et Blanquicet qui appartiennent historiquement au département d'Antioquia.

## Géographie

### Géographie physique

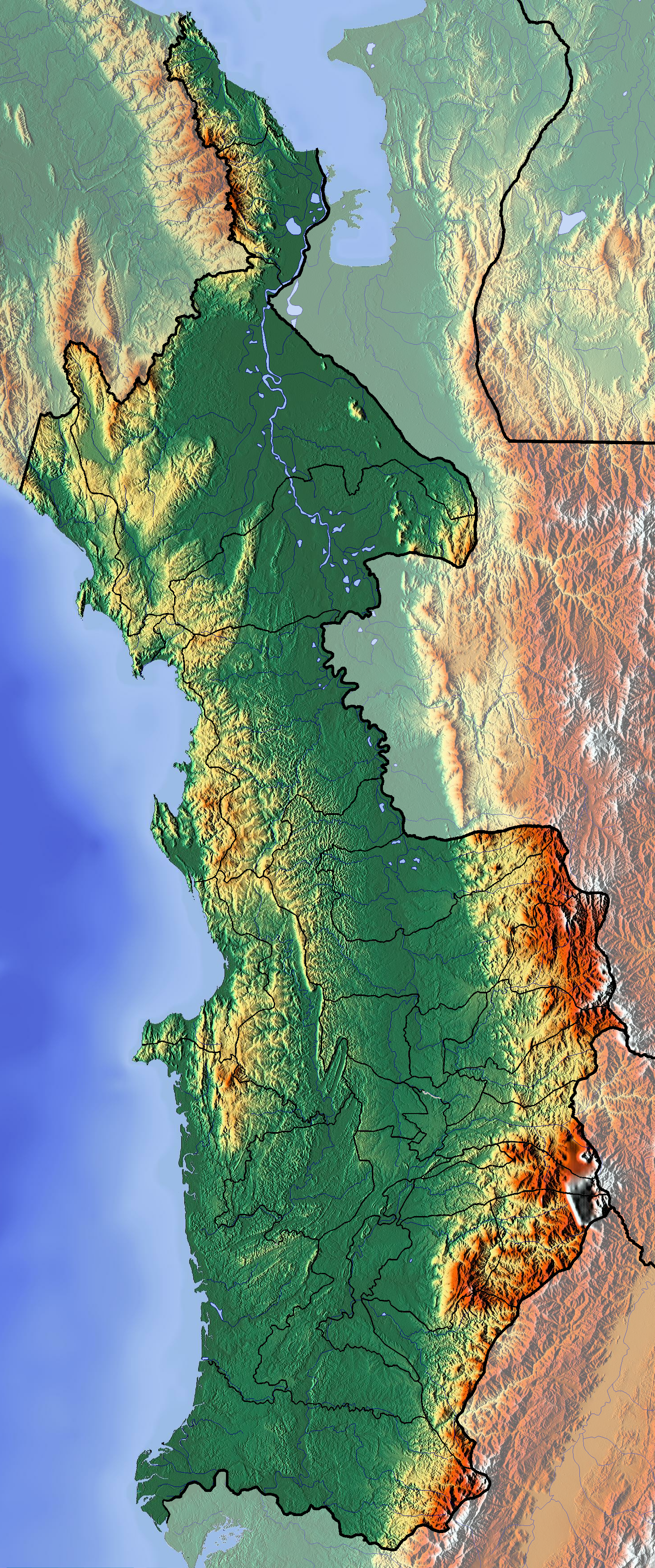
Carte topographique du Chocó.

Le département de Chocó est situé au nord-ouest du pays.
Il est bordé au nord par le golfe d'Urabá et la mer des Caraïbes, et à l'ouest par l'océan Pacifique où il est longé au nord et au centre par deux golfes, respectivement ceux de Cupica et de Tribugá et, au sud, par la baie de Málaga.
À l'est, il est limité par les départements d'Antioquia et de Risaralda tandis que le Valle del Cauca le délimite au sud-est et au sud. Au nord-ouest, le Chocó est limitrophe du Panama.
Le relief du Chocó est marqué par la cordillère Occidentale des Andes colombiennes à l'est, tandis que sur le littoral pacifique se dresse la serranía del Baudó. Au nord, la frontière avec le Panama est marquée par la serranía del Darién.
Le reste du département est constitué de vallées. Celle du río Atrato au nord, qui est rejointe par de nombreux affluents parmi lesquels les ríos Sucio, Bojayá et Murrí venus de la cordillère Occidentale ou de la serranía del Baudó avant de se jeter dans la mer des Caraïbes. Au sud coule le río San Juan, dont l'embouchure se trouve à la limite avec le département du Valle del Cauca. À l'ouest, issu de la serranía del Baudó, coule le río Baudó, qui se jette dans l'océan Pacifique.
Le département présente une biodiversité exceptionnelle mais celle-ci est menacée par l'exploitation minière, qui provoque une forte pollution au mercure, alors que l’État reste inactif.

### Climat
Le climat du Chocó est particulièrement pluvieux. Les vents humides venus du Pacifique se heurtent aux hauteurs de la cordillère Occidentale et relâchent d'importantes précipitations, faisant du département l'une des régions les plus arrosées de la planète. Le record mondial de précipitations annuelles est détenu par la municipalité de Lloró, avec 13 299 mm.

### Écologie
En 2023, la région Tribugá-Cupica-Baudó est désignée par l'Unesco au titre de réserve de biosphère.

### Découpage territorial

Municipalités du Chocó.

Le département de Chocó compte 30 municipalités. Sa capitale est Quibdó.
| Municipalité           | Superficie (km2) | Population (2005) | Densité (hab./km2) |
| ---------------------- | ---------------- | ----------------- | ------------------ |
| Acandí                 | 1 580            | 9 091             | 5,8                |
| Alto Baudó             | 1 532            | 28 502            | 18,6               |
| Bagadó                 | 777              | 8 174             | 10,5               |
| Bahía Solano           | 1 667            | 8 785             | 5,3                |
| Bajo Baudó             | 4 840            | 15 919            | 3,3                |
| Bojayá                 | 3 693            | 8 796             | 2,4                |
| Cértegui               | 342              | 6 797             | 19,9               |
| Condoto                | 890              | 12 404            | 13,9               |
| El Atrato              | 725              | 5 295             | 7,3                |
| El Cantón de San Pablo | 386              | 4 413             | 11,4               |
| El Carmen de Atrato    | 931              | 7 076             | 7,6                |
| El Carmen del Darién   | 4 700            | 4 191             | 0,9                |
| Istmina                | 2 480            | 23 359            | 9,4                |
| Juradó                 | 992              | 2 792             | 2,8                |
| Litoral del San Juan   | 3 755            | 7 176             | 1,9                |
| Lloró                  | 905              | 8 072             | 8,9                |
| Medio Atrato           | 562              | 9 056             | 16,1               |
| Medio Baudó            | 4 840            | 9 358             | 1,9                |
| Medio San Juan         | 620              | 10 247            | 16,5               |
| Nóvita                 | 1 327            | 5 708             | 4,3                |
| Nuquí                  | 956              | 6 295             | 6,6                |
| Quibdó                 | 3 337,5          | 109 121           | 32,7               |
| Río Iró                | 550              | 5 844             | 10,6               |
| Río Quito              | 700              | 6 069             | 8,7                |
| Riosucio               | 5 822            | 27 099            | 4,7                |
| San José del Palmar    | 940              | 3 998             | 4,3                |
| Sipí                   | 1 965,56         | 2 848             | 1,4                |
| Tadó                   | 878              | 15 962            | 18,2               |
| Unguía                 | 1 307            | 10 446            | 8                  |
| Unión Panamericana     |                  | 5 583             |                    |

## Démographie

### Population
| 1985    | 1990    | 1995    | 2000    | 2005    | - |
| ------- | ------- | ------- | ------- | ------- | - |
| 361 172 | 390 191 | 415 465 | 434 222 | 454 030 | - |

### Ethnographie
Selon le recensement de 2005, 12,7 % de la population du Chocó se reconnait comme étant « indigène », c'est-à-dire descendant d'ethnies amérindiennes et 82,1 % se définit comme afro-colombienne. Cette dernière statistique place le Chocó très largement en tête des départements colombiens.
Les indigènes sont principalement les Emberás et les Wounaans.
La forte population afro-colombienne s'explique par l'histoire, le Chocó étant un département où l'importation d'esclaves venus d'Afrique fut très important, notamment pour travailler dans les mines d'or du Choco.

## Économie
L'économie du Chocó dépend de l'extraction minière, principalement d'or mais aussi d'argent et de platine, de l'exploitation forestière, de la pêche, de l'agriculture et de l'élevage.
63,5 % de la population du Chocó vit dans la pauvreté.

## Transports

### Transports aériens
- Aéroport Alcides-Fernández, desservant Acandí.